# Sicilija (dežela)
Sicilija (v italijanščini in sicilijanščini Sicilia [sičìlja]) je ena od dvajsetih dežel, ki sestavljajo Italijo, in ena od petih s posebnim statutom. Zavzema ves istoimenski otok, po velikosti prvi v Sredozemlju. Skrajna severovzhodna točka je Mesinski preliv, ki povezuje Sicilijo s kopensko Italijo; severno obalo otoka obdaja Tirensko morje, vzhodno pa Jonsko morje; na jugozahodu jo Sicilski preliv in Sicilsko morje ločita od Afrike. Delila se je na devet pokrajin, ki so se leta 2005 preimenovale v metropolitanska mesta (Palermo (82 občin), Messina (108 občin) in Catania (58 občin)) oziroma v Samostojne občinske konzorcije (Agrigento (43 občin), Caltanissetta (22 občin), Enna (20 občin), Ragusa (12 občin), Siracusa (21 občin) in Trapani (24 občin)). K Siciliji spadajo tudi številni manjši otoki: Eolsko otočje, Egadsko otočje, Pelagijsko otočje, Ustica, Lampedusa in Pantelleria.

## Geografija
Sicilija je po površini največja italijanska dežela. Več kot 61 % ozemlja zavzemajo griči, 25 % gorovje in samo 14 % obmorske ravnine. Vzhodna gorovja (Peloritani, Nebrodi, Madonie) so končne veje Apeninov, centralna (Erei) in zahodna (Sicani) gorstva so samostojne vzpetine. Samostojen je seveda tudi najvišji sicilski vrh, ognjenik Etna, ki trenutno doseže okoli 3329 m višine. Vsi ostali vrhovi so nižji, saj ima drugi po višini Pizzo Carbonara v Madonijah komaj 1977 metri. Edini večji ravnini sta naplavinska dolina reke Simeto pri mestu Catania in tako imenovana Conca d'oro, v kateri leži mesto Palermo. Glavni reki sta Južna Imera in Simeto. Edino naravno jezero je Pergusa.
Podnebje Sicilije je tipično sredozemsko, s toplimi poletji in milimi zimami. Na južne obale posebno poleti sega afriški vpliv, ki povzroča visoke temperature. Notranjost otoka in severne obale so občutno hladnejše. V Madonijah, Nebrodih in predvsem na Etni zelo pogosto sneži.

## Zgodovina
Ime Sicilia je dobila rimska provinca leta 241 pr. n. št. Izhaja iz imena ljudstva Sikuli (latinsko Siculi, starogrško Σικελοί Sikeloi), ki je naselilo vzhodni del otoka. Starodavno ime otoka je Trinacria (grško Τρινακρία - ima tri rte) zaradi svoje trikotne oblike, verjetno ponovna razlaga prejšnje (homerske) Trinacie. Grško ime je bilo v klasični latinščini upodobljeno kot Trīnācrĭa (Vergilij, Ovid).

### Prazgodovina
Prvotni prebivalci Sicilije iz klasične dobe so sestavljali tri opredeljene skupine starih ljudstev Italije. Najvidnejši in daleč najzgodnejši med njimi, Sikani (grško Σικανοί Sikanoi), ki so (piše Tukidid) prispeli z Iberskega polotoka (morda današnje Katalonije). Nekateri sodobni učenjaki pa predlagajo uvrstitev Sikanov med ilirska plemena. V obliki jamskih risb so o Sikanih odkrili pomembne zgodovinske dokaze s konca pleistocenske dobe okoli leta 8000 pred našim štetjem. Prihod prvih ljudi na otok je povezan z izumrtjem sicilskega povodnega konja (Hippopotamus pentlandi) in pritlikavega slona (Palaeoloxodon mnaidriensis). Elimci, za katere se domneva, da so prišli z območja Egejskega morja, so postali naslednje pleme, ki se je pridružilo Sikanom na Siciliji.
Zdi se, da nedavna odkritja dolmenov na otoku (iz druge polovice 3. tisočletja pred našim štetjem) ponujajo nov vpogled v kulturo primitivne Sicilije. Dobro je znano, da je sredozemsko območje šlo skozi precej zapleteno prazgodovino, tako da je težko sestaviti zmedo različnih ljudstev, ki so si sledila. Vpliv dveh vplivov pa je jasen: evropski, ki prihaja s severozahoda in sredozemski vpliv jasne vzhodne dediščine.
Ni nobenega dokaza o vojni med plemeni, toda Sikani so se preselili na vzhod, ko so se Elimci naselili v severozahodnem kotu otoka. Domneva se, da so Sikeli izvirali iz Ligurije; prispeli so iz celinske Italije leta 1200 pred našim štetjem in prisilili Sikane, da so se preselili čez Sicilijo in se naselili sredi otoka. Druge manjše italske skupine, ki so se naselile na Siciliji, so vključevale Ausone (Eolski otoki, Milazzo) in Morgete iz Morgantine.

### Antika
Feničanska naselja na zahodnem delu otoka so obstajala že pred prihodom grških kolonistov. Od približno 750 pr. n. št. so Grki začeli živeti na Siciliji (starogrško: Σικελία - Sikelia) in ustanovili veliko pomembnih naselij. Najpomembnejša kolonija je bila v Sirakuzah; druge so nastale kot Akragas, Selinunt, Gela, Himera in Zancle. Domači ljudstvi Sicani in Sikeli sta se z relativno lahkoto absorbirali v helensko kulturo, območje pa je postalo del Magne Graecie - skupaj z obalami juga italijanskega polotoka, ki so ga tudi naselili Grki. Sicilija je imela zelo rodovitna tla in uspešna uvedba oljk in vinske trte je spodbudila veliko dobičkonosnega trgovanja. Grška kultura je pomembno vključevala grško religijo in naseljenci so zgradili številne templje po vsej Siciliji, vključno z nekaterimi v Dolini templjev v Agrigentu.
Politika na otoku se je prepletala z grško; Sirakuze so si zaželeli Atenci, ki so se odpravili na sicilsko odpravo (415–413 pr. n. št.) med peloponeško vojno. Sirakuze so za zaveznike dobile Šparto in Korint in posledično premagale atensko odpravo. Zmagovalci so uničili atensko vojsko in njihove ladje ter prodali večino preživelih v suženjstvo.
Grške Sirakuze so nadzorovale vzhodno Sicilijo, Kartagina pa Zahod. Kulturi sta se začeli spopadati, kar je privedlo do sicilskih vojn (med 580 in 265 pr. n. št.). Grške države so začele sklepati mir z Rimsko republiko leta 262 pr. n. št., Rim je hotel Sicilijo priključiti kot prvo provinco svoje republike. Rim je v prvi punski vojni (264 do 241 pr. n. št.) napadel posesti Kartagine na Siciliji in zmagal, s čimer je do leta 242 pr. n. št. Sicilija postala prva rimska provinca zunaj italijanskega polotoka
V drugi punski vojni (218 do 201 pr. n. št.) so Kartažani poskušali ponovno zavzeti Sicilijo. Nekatera grška mesta na otoku so stopila na stran Kartažanov. Arhimed, ki je živel v Sirakuzah, je pomagal Kartažanom, rimske čete so ga ubile po napadu na Sirakuze leta 213 pr. n. št. Kartažanski poskus ni uspel, Rim pa je bil tokrat še bolj neusmiljen pri uničenju zavojevalcev; Rimski konzul M. Valerian je rimskemu senatu leta 210 pr. n. št. dejal, da »na Siciliji ni ostal noben Kartažan«.
Kot kašča Rimske republike se je Sicilija uvrstila med pomembne province, razdeljene na dve kvesturi: Sirakuze na vzhodu in Lilybaeum na zahodu. Nekateri poskusi so pod Avgustom (rimski cesar od 27. pr. n. št. Do 14. n. št.) na otok uvedli latinščino, toda Siciliji je bilo dovoljeno, da v kulturnem smislu ostane večinoma grška. Nekdaj uspešen in zadovoljen otok je močno nazadoval, ko je Gaj Ver postal guverner Sicilije (73. do 71. pr. n. št.). Leta 70 pr. n. št. je Cicero v svojem govoru In Verrem obsodil Verovo vladanje.
Različne skupine so otok v različnih časih uporabljale kot osnovo moči: sužnji uporniki so ga zasedli med prvo (135-132 pr. n. št.) in drugo (104-100 pr. n. št.) sicilsko vojno, Sekst Pompej je imel tam svoj sedež med sicilskim uporom leta 44 do 36 pr. n. št. Krščanstvo se je prvič pojavilo na Siciliji v letih po 200 n. št.; med tem časom in letom 313, ko je cesar Konstantin I. Veliki dokončno odpravil prepoved krščanstva, je veliko število Sicilcev postalo mučeniki, vključno z Agato, Kristino, Lucijo in Eupliusom. Krščanstvo je v naslednjih dveh stoletjih na Siciliji hitro napredovalo. Sicilija je približno 700 let ostala rimska provinca.

### Germanska oblast (469-535)
Zahodno rimsko cesarstvo je začelo razpadati po veliki invaziji Vandalov, Alanov in Svebov čez Ren v zadnjih dneh leta 406. Na koncu so se Vandali leta 429, potem ko so 20 let gospodovali po zahodni in južni Hispaniji (današnja Španija), preselili v Severno Afriko. Leta 439 so zasedli Kartagino. (Franki so se preselili na jug iz današnje Belgije. Vizigoti so se preselili na zahod in se na koncu leta 418 naselili v Akvitaniji; Burgundi so se leta 443 naselili v današnji Savoji). Vandali so se znašli v nevarnosti za Sicilijo - le 100 milj stran od njihovih severnoafriških oporišč. Po zavzetju Kartagine so Vandali, ki jih je osebno vodil kralj Gajzerik, leta 440 oblegali Palermo kot uvodno dejanje, da bi otok odvzeli rimski oblasti. Vandali so še enkrat poskušali zavzeti otok eno leto po zapustitvi Rima, leta 455, pri Agrigentu, vendar jih je Ricimer odločno premagal v pomorski zmagi ob Korziki leta 456. Otok je ostal pod rimsko oblastjo do leta 469. Vandali so otok izgubili 8 let kasneje leta 477 proti vzhodnonemškemu plemenu Ostrogotov, ki so nato nadzorovali tudi Italijo in Dalmacijo. Ostrogotska osvojitev Sicilije (in Italije kot celote) pod vodstvom Teoderika Velikega se je začela leta 488. Bizantinski cesar Zenon je Teoderika imenoval za vojaškega poveljnika v Italiji. Goti so bili Germani, vendar je Teoderik spodbujal rimsko kulturo in vlado ter dovoljeval svobodo veroizpovedi. Leta 461 je Teoderik postal bizantinski talec; prebival je v veliki carigrajski palači, naklonjen mu je bil cesar Leon I. (vladal 457–474) in se naučil brati, pisati in računati.

### Bizantinsko obdobje (535–965)
Potem ko je zasedel območja, ki so jih zasedali Vandali v severni Afriki, se je Justinijan I. odločil, da ponovno zavzame Italijo kot ambiciozen poskus povrnitve izgubljenih provinc na Zahodu. Ponovna osvajanja so pomenila konec več kot 150 let politik prilagoditve s plemenskimi zavojevalci. Njegova prva tarča je bila Sicilija (znana kot Gotska vojna (535–554), ki se je začela med Ostrogoti in Vzhodnim rimskim cesarstvom, znanim tudi kot Bizantinsko cesarstvo). Naloga je bila dodeljena njegovemu generalu Belizarju. Sicilija je bila uporabljena kot osnova za Bizantince za osvojitev preostale Italije z Neapljem, Rimom in Milanom. Pet let je minilo, preden je glavno mesto Ostrogotov Ravena padla leta 540. Vendar je novi kralj Ostrogotov Totila v protinapadu krenil po italijanskem polotoku, plenil in leta 550 zavzel Sicilijo. Totila je v bitki pri Tagini bizantinski general Nars leta 552 porazil in ubil, Italija pa je bila v ruševinah.
V času ponovnega osvajanja je na otoku še vedno prevladoval grški jezik. Arabske sile kalifa Uthmana ibn Affana so leta 652 napadle Sicilijo, vendar je Arabci niso uspeli trajno pridobiti. V Sirijo so se vrnili s plenom. Racije, ki so iskale plen, so se nadaljevale do sredine 8. stoletja.
Vzhodnorimski cesar Konstans II. se je leta 660 odločil, da se iz Konstantinopla preseli v Sirakuze. Naslednje leto je s Sicilije sprožil napad na langobardsko vojvodstvo Benevento, ki je zasedlo večino južne Italije. Govorice, da naj bi se prestolnica cesarstva preselila v Sirakuze, so Konstansa verjetno stale življenja, saj je bil leta 668 umorjen. Nasledil ga je sin Konstantin IV.. Mezezij je kratko uzurpacijo na Siciliji hitro zatrl. Sodobniki poročajo, da se je v tem obdobju na otoku pogosto govorilo grški jezik. Leta 740 je cesar Leon III. Izavrijec prenesel Sicilijo iz jurisdikcije Rimske cerkve v Konstantinopel in otok postavil v vzhodno vejo Cerkve.
Leta 826 je Evfemij, bizantinski poveljnik na Siciliji, ki je očitno ubil svojo ženo, prisilil nuno, da se je poročila z njim. Cesar Mihael II. Amorijec je prevzel zadevo in ukazal generalu Konstantinu, naj konča zakon in odreže Evfemiju glavo. Evfemije se je uprl, ubil Konstantina in nato zasedel Sirakuze; tu pa je bil premagan in pregnan v Severno Afriko. Vladavino Sicilije je ponudil Zijadatu Alahu, tunizijskemu emirju Aglabidu, v zameno za položaj generala in varno mesto. Nato je bila na otok poslana muslimanska vojska, ki so jo sestavljali Arabci, Berberi, Krečani in Perzijci.
Muslimanska zasedba Sicilije je bila zelo zanimiva in je naletela na močan odpor. Bizantinsko Sicilijo so morali osvajati več kot stoletje; največje mesto, Sirakuze, je zdržalo do leta 878, grško mesto Taormina pa je padlo leta 962. Šele leta 965 so Arabci osvojili vso Sicilijo. V 11. stoletju so bizantinske vojske izvedle delno ponovno osvojitev otoka pod vodstvom Georgea Maniakesa, vendar so bili njihovi normanski plačanci tisti, ki so sčasoma končali ponovno osvojitev otoka konec stoletja.

### Arabsko obdobje (827–1091)
Opis Palerma je podal Ibn Hawqal, arabski trgovec, ki je leta 950 obiskal Sicilijo. Obzidano predmestje, imenovano Al-Kasr (palača), je do danes središče Palerma z veliko petkovo mošejo. poznejšo rimsko stolnico. Predmestje al-Khalisa (sodobna Kalsa) je vsebovalo sultanovo palačo, kopališča, mošejo, vladne urade in zasebni zapor. Ibn Hawqal je računal 7000 posameznih mesarjev, ki so trgovali v 150 trgovinah. Palermu so sprva vladali Aglabidi; kasneje je bilo središče emirata na Siciliji pod nominalno suverenostjo Fatimidskega kalifata. Deli otoka so bili ponovno zasedeni, preden so bili upori zatrti. V času muslimanske vladavine so bili na Sicilijo pripeljani kmetijski proizvodi, kot so pomaranče, limone, pistacije in sladkorni trs. Pod arabsko oblastjo je bil otok razdeljen na tri upravne regije ali vals, kar približno ustreza trem rtom Sicilije: Val di Mazara na zahodu, Val Demone na severovzhodu in Val di Noto na jugovzhodu. Kot dhimmis, torej člani zaščitenega razreda odobrenih monoteistov, so imeli vzhodni pravoslavni kristjani svobodo veroizpovedi, vendar so morali plačati davek, jizya (namesto obveznega davka na miloščino, zakat, ki ga plačujejo muslimani) in so bili omejeni na aktivno sodelovanje v javnih zadevah.
Sicilski emirat se je začel drobiti, ko je znotrajdinastični prepir zlomil muslimanski režim. V tem času je bila tudi majhna judovska prisotnost.

### Normanska Sicilija (1038–1198)
Leta 1038, sedemdeset let po tem, ko so izgubili svoja zadnja mesta na Siciliji, so Bizantinci pod vodstvom grškega generala Georgea Maniakesa napadli otok skupaj s svojimi varjaškimi in normanskimi plačanci. Maniakes je bil umorjen v bizantinski državljanski vojni leta 1043, preden je končal ponovno zasedbo in Bizantinci so se umaknili. Normani so napadli leta 1061. Po zavzetju Apulije in Kalabrije je Rogerij zasedel Messino z vojsko 700 vitezov. Leta 1068 je Rogerij zmagal pri Misilmeriju. Najpomembnejše je bilo obleganje Palerma, katerega padec leta 1071 je sčasoma povzročil, da je vsa Sicilija prešla pod nadzor Normanov. Osvajanje je bilo končano leta 1091, ko so zavzeli Noto, zadnjo arabsko trdnjavo. Palermo je bil tudi pod Normani še naprej glavno mesto.
Normanska rodbina Altavilla, potomci Vikingov, so cenili in občudovali bogato in večplastno kulturo, v kateri so se zdaj znašli. Predstavili so tudi svojo kulturo, običaje in politiko v regiji. Številni Normani na Siciliji so sprejeli navade in primerjavo muslimanskih vladarjev in njihovih bizantinskih podložnikov v oblačenju, jeziku, literaturi, celo do te mere, da so imeli palačne evnuhe in po nekaterih navedbah tudi harem.

### Kraljevina Sicilija
Rogerij je umrl leta 1101. Njegova žena Adelajda del Vasto je vladala do leta 1112, ko je njun sin Rogerij II. Sicilski postal polnoleten. Ko je Rogerij II. nasledil svojega brata Simona kot grofa na Siciliji, je leta 1130 skupaj z drugimi posestvi, ki so vključevala malteške otoke ter vojvodstvo Apulijo in Kalabrijo, na koncu uspel status otoka dvigniti v kraljevino.
Rogerij II. je močnega Grka Jurija iz Antiohije imenoval za svojega emirja emirjev (ammiratus ammiratorum) in nadaljeval sinkretizem svojega očeta. V tem obdobju je bila Kraljevina Sicilija uspešna in politično močna ter je postala ena najbogatejših držav v Evropi - celo bogatejša od Angleškega kraljestva.
Dvor Rogerja II. je postal najbolj svetleče središče kulture v Sredozemlju, tako v Evropi kot na Bližnjem vzhodu, tako kot večetnični Kordovski kalifat, ki ga je potem zasenčil. To je privabilo vse vrste učenjakov, znanstvenikov, pesnikov, umetnikov in obrtnikov. Zakoni so bili izdani v jeziku skupnosti, na katero so bili naslovljeni na Normanski Siciliji, v času, ko je bila kultura še vedno močno arabska in grška. Upravljanje je temeljilo na pravni državi, ki je spodbujala pravičnost. Muslimani, Judje, bizantinski Grki, Langobardi in Normani so sodelovali dokaj prijateljsko. V tem času je bilo zgrajenih veliko izrednih stavb.
Vendar se je to stanje spremenilo, ko so Normani začeli na otok uvažali priseljence iz Normandije, Anglije, Lombardije, Piemonta, Provanse in Kampanije. Jezikovno gledano se je otok v času normanske osvojenosti iz tretjine grško- in dvotretjinsko arabsko govorečih preusmeril v popolnoma latiniziran. V verskem smislu je otok postal popolnoma rimskokatoliški (ob upoštevanju, da so do leta 1054 cerkve zaradi zvestobe papežu in carigrajskemu patriarhu pripadale eni cerkvi); Sicilija je bila pred osvajanjem Normanov pod vzhodno pravoslavnim patriarhom. Potem ko ga je papež Inocenc III. leta 1098 postavil za papeškega legata, je Rogerij I. ustvaril več katoliških škofij, hkrati pa je še vedno dovolil gradnjo 12 samostanov, ki so govorili grško (grški jezik, samostani in 1500 župnij so še naprej obstajali, dokler niso bili prisiljeni pripadniki grškega obreda leta 1585, da so prešli v katolištvo ali odšli; v Messini še vedno živi majhen žep grško govorečih).

### Staufovci
Po stoletju je normanska rodbina Altavilla zamrla; zadnja neposredna potomka in dedič Rogerija, Constanca, se je poročila s cesarjem Henrikom VI. To je sčasoma pripeljalo do tega, da se je sicilska krona prenesla na rodbino Staufovcev, ki so bili Nemci iz Švabske. Zadnji od njih, Friderik II., edini Constancin sin, je bil eden največjih in najbolj kultiviranih mož srednjega veka. Oporoka njegove matere je prosila papeža Inocenca III., naj prevzame skrbništvo nad njenim sinom. Friderik je imel štiri leta, ko je bil v Palermu leta 1198 okronan za kralja Sicilije. Ni bil sistematično izobražen in mu je bilo dovoljeno prosto tekati po ulicah Palerma. Tam je izbral številne jezike, ki jih je slišal govoriti, na primer arabščino in grščino in se naučil nekaterih izurjenosti judovske skupnosti. Pri dvanajstih letih je razrešil namestnika Inocenca in prevzel vlado; pri petnajstih se je poročil z Konstanco Aragonsko in začel s procesom pridobivanja cesarske krone. Nato je Friderik II. zaradi muslimanskih uporov uničil preostalo prisotnost muslimanov na Siciliji, ocenjeno na 60.000 oseb, in jih med letoma 1221 in 1226 preselil v mesto Lucera v Apuliji.
Konflikt med rodbino Staufovcev in papeštvom je leta 1266 pripeljal do tega, da je papež Inocenc IV. za kralja Sicilije in Neaplja kronal francoskega princa Karla, grofa Anžujskega in Provanse.

### Sicilija pod Aragonci
Zaradi močnega nasprotovanja francoskemu uradništvu zaradi slabega ravnanja in obdavčenja so se lokalna ljudstva na Siciliji dvignila, kar je leta 1282 privedlo do vstaje, znane kot vojna sicilskih večernic, ki je sčasoma zajela skoraj celotno francosko prebivalstvo na otoku. Med vojno so se Sicilci za podporo obrnili na Petra III. Aragonskega, zeta zadnjega kralja Staufovca, potem ko ga je papež zavrnil. Peter je Sicilijo prevzel pod nadzorom Francozov, ki pa so obdržali nadzor nad Neapeljskim kraljestvom. Papež Martin IV. (papež iz Île-de-France) je avgusta 1283 proti Petru III. in Aragonskemu kraljestvu sprožil križarski pohod, ki pa ni uspel. Vojne so se nadaljevale vse do miru v Caltabellotti leta 1302, po katerem so Petrovega sina Friderika III. priznali za kralja otoka Sicilije, Karla II. pa je za neapeljskega kralja priznal papež Bonifacij VIII. Siciliji so kot neodvisno kraljestvo vladali sorodniki aragonskih kraljev do leta 1409 in nato kot del krone Aragonije.
Oktobra 1347 je v Messini na Siciliji črna smrt prvič prispela v Evropo.
Med 15. in 18. stoletjem so se valovi Grkov s Peloponeza (kot so Manioti) in Arvaniti v velikem številu preselili na Sicilijo, da bi se izognili preganjanju po osmanski osvojitvi Peloponeza. Na otok so prinesli vzhodno pravoslavje ter grški jezik in jezik Arvanitikov, kar je še enkrat povečalo obsežen bizantinski / grški vpliv.
Nastop španske inkvizicije leta 1492 je privedlo do tega, da je Ferdinand II. odredil izgon vseh Judov s Sicilije. Vzhodni del otoka so leta 1542 in 1693 prizadeli zelo uničujoči potresi. Le nekaj let pred zadnjim potresom je otok prizadela divja kuga. Potres leta 1693 je po ocenah odnesel 60.000 življenj. V 17. stoletju so bili upori, ki pa so bili zadušeni z veliko silo, zlasti upori v Palermu in Messini. Severnoafriški napadi sužnjev so odvračali naseljevanje ob obali do 19. stoletja. Utrechtski mir leta 1713 je Sicilijo dodelil Savojcem; vendar je to obdobje vladanja trajalo le sedem let, saj so ga za otok Sardinijo zamenjali s cesarjem Karlom VI. iz avstrijske rodbine Habsburg.
Medtem ko so bili Avstrijci zaskrbljeni zaradi vojne za nasledstvo Poljske, je burbonski princ, Karel III. Španski lahko osvojil Sicilijo in Neapelj. Sprva je Sicilija lahko ostala kot samostojno kraljestvo pod osebno zvezo, medtem ko so Bourboni obema vladali iz Neaplja. Vendar pa se je Neapelj ob prihodu Napoleonovega prvega francoskega cesarstva zapletel v bitki pri Campo Tenese in nameščen je bil bonapartistični neapeljski kralj. Ferdinand III. Bourbon se je bil prisiljen umakniti na Sicilijo, ki jo je s pomočjo britanske pomorske zaščite še vedno popolnoma nadzoroval.
Po tem se je Sicilija pridružila napoleonskim vojnam, nato so Britanci pod vodstvom lorda Williama Bentincka na otoku ustanovili vojaško in diplomatsko prisotnost za zaščito pred francosko invazijo. Po zmagi v vojni sta se Sicilija in Neapelj formalno združila kot Kraljevina Dveh Sicilij pod Bourboni. Glavna revolucionarna gibanja so se zgodila v letih 1820 in 1848 proti bourbonski vladi s Sicilijo, ki je iskala neodvisnost; drugo, revolucija 1848 pa je povzročila kratko obdobje neodvisnosti Sicilije. Vendar pa so leta 1849 Bourboni prevzeli nadzor nad otokom in prevladovali nad njim do leta 1860.

### Združitev Italije
Pohod tisočev ljudi, ki jo je vodil Giuseppe Garibaldi, je leta 1860 zajela Sicilijo kot del Risorgimenta. Osvajanje se je začelo pri Marsali, domači Sicilci pa so se mu pridružili pri zavzetju južnega italijanskega polotoka. Garibaldijev pohod je bil zaključen z obleganjem Gaete, kjer so bili končni Bourboni izgnani in Garibaldi je razglasil svojo diktaturo v imenu Viktorja Emmanuela II. iz Kraljevine Sardinije. Sicilija je postala del Kraljevine Sardinije po referendumu, kjer je več kot 75 % Sicilije 21. oktobra 1860 glasovalo za aneksijo (vendar niso smeli glasovati vsi). Kot rezultat razglasitve Kraljevine Italije je Sicilija 17. marca 1861 postala del kraljevine.
Sicilsko gospodarstvo (in širše mezzogiorno gospodarstvo) je po italijanski združitvi kljub velikim naložbam Kraljevine Italije v sodobno infrastrukturo ostalo razmeroma nerazvito, kar je povzročilo val emigracije brez primere. Leta 1894 so organizacije delavcev in kmetov, znane kot Fasci Siciliani, protestirale proti slabim socialnim in ekonomskim razmeram na otoku, vendar so jih v nekaj dneh zatrli. Potres v Messini 28. decembra 1908 je ubil več kot 80.000 ljudi.
Za to obdobje so bili značilni tudi prvi stiki med sicilsko mafijo (kriminalnim združenjem, znano tudi kot Cosa Nostra) in italijansko vlado. Izvor mafije je še vedno negotov, vendar je splošno sprejeto, da se je pojavila v 18. stoletju najprej v vlogi zasebnih izvršiteljev, najetih za zaščito premoženja lastnikov zemljišč in trgovcev pred skupinami razbojnikov (Briganti), ki so pogosto plenile podeželje in mesta. Bitka proti mafiji, ki jo je vodila Kraljevina Italija, je bila kontroverzna in dvoumna. Karabinjerji (vojaška policija Italije) in včasih italijanska vojska so bili pogosto vpleteni v strašne spopade z mafijci, vendar so bila njihova prizadevanja pogosto neuporabna zaradi tajnega sodelovanja med mafijo in lokalno vlado ter tudi zaradi šibkosti italijanskega sodnega sistema.

### 20. in 21. stoletje
V 1920-ih je fašistični režim začel močnejšo vojaško akcijo proti mafiji, ki jo je vodil prefekt Cesare Mori, ki je bil zaradi svojih železnih kampanj znan kot železni prefekt. To je bilo prvič, da se je operacija proti sicilijanski mafiji končala z znatnim uspehom. Med drugo svetovno vojno, ki se je začela 10. julija 1943, je prišlo do invazije zaveznikov na Sicilijo. V pripravah na invazijo so zavezniki oživili mafijo, da bi jim pomagala. Invazija na Sicilijo je prispevala k krizi 25. julija; na splošno je zavezniške zmagovalce toplo sprejela Sicilija.
Italija je postala republika leta 1946 in kot del italijanske ustave je bila Sicilija ena od petih regij, ki so ji podelile poseben status avtonomne regije. Delna italijanska zemljiška reforma in posebno financiranje italijanske vlade Cassa per il Mezzogiorno (Sklad za jug) od leta 1950 do 1984 so pomagali sicilskemu gospodarstvu. V tem obdobju so se gospodarske in socialne razmere na otoku na splošno izboljšale zaradi pomembnih naložb v infrastrukture, kot so avtoceste in letališča, ter zaradi ustvarjanja pomembnih industrijskih in trgovskih območij. V 1980-ih je mafijo globoko oslabila druga pomembna kampanja, ki sta jo vodila sodnika Giovanni Falcone in Paolo Borsellino. Med letoma 1990 in 2005 se je stopnja brezposelnosti zmanjšala s približno 23 % na 11.
Cosa Nostra je bila tradicionalno najmočnejša skupina na Siciliji, zlasti v okolici Palerma. Policijska preiskava poleti 2019 je tudi potrdila tesne povezave med sicilsko mafijo na območju Palerma in ameriškim organiziranim kriminalom, zlasti družino kriminalcev Gambino. Po poročanju La Repubblice »odhajajo po ulicah Passo di Rigano, Boccadifalco, Torretta in hkrati Brooklyn, Staten Island, New Jersey. Ker se je s Sicilije v ZDA stara mafija vrnila«.

## Demografija
Na Siciliji živi približno pet milijonov ljudi, kar je četrta najbolj poseljena dežela v Italiji. V prvem stoletju po italijanski združitvi je imela Sicilija eno najbolj negativnih stopenj selitve med italijanskimi deželami zaradi izseljevanja milijonov ljudi v severno Italijo, druge evropske države, Severno Ameriko, Južno Ameriko in Avstralijo. Tako kot južna Italija in Sardinija je priseljevanje na otok zelo nizko v primerjavi z drugimi italijanskimi deželami, ker se delavci zaradi boljših zaposlitev in industrijskih možnosti namesto tega odpravijo v severno Italijo. Po podatkih ISTAT iz leta 2017 kaže približno 175.000 priseljencev od skupno 5.029.615 prebivalcev; največ priseljencev je Romunov z več kot 50.000, sledijo Tunizijci, Maročani, Šrilančani, Albanci in drugi, večinoma iz Vzhodna Evropa. Kot v preostali Italiji je uradni jezik italijanščina, glavna vera pa je rimokatolištvo.

### Največja mesta
To je 10 največjih mest na Siciliji:
| #  | Ime           | Preb. (2017) | Območje (km2) | Gostota km2 |
| -- | ------------- | ------------ | ------------- | ----------- |
| 1  | Palermo       | 668.405      | 159           | 4,207       |
| 2  | Catania       | 311.620      | 181           | 1,723       |
| 3  | Messina       | 234.293      | 212           | 1,107       |
| 4  | Sirakuze      | 121.605      | 204           | 596         |
| 5  | Marsala       | 82.802       | 242           | 343         |
| 6  | Gela          | 74.858       | 277           | 270         |
| 7  | Ragusa        | 73.638       | 442           | 166         |
| 8  | Trapani       | 67.923       | 272           | 250         |
| 9  | Vittoria      | 64.212       | 181           | 354         |
| 10 | Caltanissetta | 62.317       | 416           | 150         |

### Administrativne enote
Administrativno je Sicilija razdeljena na 9 provinc, vsaka z glavnim mestom istega imena. Manjši okoliški otoki so tudi del različnih provinc: Eolsko otočje (Messina), Ustica (Palermo), Egadski otoki (Trapani), Pantelleria (Trapani) in Pelagijski otoki (Agrigento).
| Provinca                              | Območje (km2) | Št. preb. | Gostota (Pop. per km2) | Število občin |
| ------------------------------------- | ------------- | --------- | ---------------------- | ------------- |
| Agrigento                             | 3.42          | 453.594   | 149,1                  | 43            |
| style="text-align:left;"Caltanissetta | 2.128         | 271.168   | 127,4                  | 22            |
| Catania                               | 3.552         | 1.090.620 | 307,0                  | 58            |
| Enna                                  | 2.562         | 172.159   | 67,2                   | 20            |
| Metropolitansko mesto Messina         | 3.247         | 652.742   | 201,0                  | 108           |
| Metropolitansko mesto Palermo         | 4.992         | 1.249.744 | 250,3                  | 82            |
| Ragusa                                | 1.614         | 318.980   | 197,6                  | 12            |
| Siracusa                              | 2.109         | 403.559   | 191,3                  | 21            |
| Trapani                               | 2.460         | 436.240   | 177,3                  | 24            |

## Gospodarstvo
Ob zedinjenju Italije leta 1861 je bila Sicilija, skupaj z Neapljem, najhuje prizadeta dežela, ker je bila tedaj najbogatejša in je zato morala v večji meri podpreti državo. Večina industrije je bila preseljena v Piemont ali pa so bili obrati enostavno ukinjeni zaradi konkurence s severom. Bančne rezerve so bile porabljene za kritje stroškov zedinjenja in država jih je nadomestila z bankovci. Sicilski politiki niso bili dovolj spretni, da bi izkoriščanje svoje dežele zajezili, a ljudstvo se je upiralo še celo desetletje. Do leta 1870 je bilo kar osemkrat oklicano izredno stanje in država je vedno trdila, da gre za osamljene pojave razbojništva. V resnici so bili to protesti prebivalstva, ki je doživljalo hudo gospodarsko krizo, a država je upornike kaznovala z uvedbo obvezne vojaške službe za vse moške do 40. leta starosti, z vojaškimi procesi in s težkimi zapornimi kaznimi ter deportacijami na sever. To je prepričalo veliko mladih ljudi, da so dejansko postali razbojniki in mafijci. Gospodarstvo se je skrčilo v kmetijstvo za lastno preživetje.
Šele v zadnjih desetletjih dvajsetega stoletja si je sicilsko gospodarstvo znatno opomoglo. Še leta 1971 je samo 28 % prebivalstva bilo stalno zaposlenih, a v komaj preteklih desetletjih se je stanje bistveno spremenilo. Današnje gospodarstvo otoka se naglo približuje standardom ostale Italije.
Kmetijstvo, ki je prej slonelo na ekstenzivnem obdelovanju in gojenju žita, se je preusmerilo v specializirana pridelovanja pšenice, agrumov, vinske trte in oljk, pa tudi vrtnin in drugega sadja. Sicilija pridela skoraj 80 % italijanskega bombaža. Razvita je tudi živinoreja (govedo, konji, drobnica): pašniki pokrivajo kar 235.000 ha. Pomemben je tudi ribolov (tune, mečarice, plave ribe). S pomočjo državnih prispevkov je bila obnovljena industrija, predvsem kemična in petrokemična. Nekdaj značilni rudniki žvepla in mineralnih soli so bili zaprti zaradi nerentabilnosti. Izkoriščajo se pa nedavno odkrita ležišča nafte in metana. Problematično je energetsko stanje dežele, predvsem zaradi kroničnega pomanjkanje vode, ki ne omogoča gradnje hidroelektrarn. Čeprav obratuje več termoelektrarn in nekaj vetrnic (eolska energija) ter se izkorišča celo biomasa, je glavni dotok energije elektrovod preko Mesinskega preliva.

## Kultura
Videti Italijo, ne da bi videli Sicilijo, pomeni, da je sploh nismo videli, saj je Sicilija namig vsega.— Goethe
Sicilijo že dolgo povezujejo z umetnostjo; številni pesniki, pisatelji, filozofi, intelektualci, arhitekti in slikarji imajo korenine na otoku. Zgodovino prestiža na tem področju lahko izsledimo že od grškega filozofa Arhimeda, rojenega v Sirakuzah, ki je postal znan kot eden največjih matematikov vseh časov. Gorgija in Empedoklej sta še dva zelo opazna zgodnja sicilijansko-grška filozofa, medtem ko je sirakuški Epiharm izumitelj komedije.

### Umetnost in arhitektura
Keramika iz terakote z otoka je dobro poznana. Umetnost keramike na Siciliji sega že v prvotna starodavna ljudstva, imenovana Sikanci, nato je bila izpopolnjena v obdobju grške kolonizacije in je še danes vidna in prepoznavna. Danes je Caltagirone eno najpomembnejših središč na Siciliji za umetniško izdelavo keramike in skulptur iz terakote. Med slavnimi slikarji so renesančni umetnik Antonello da Messina, Bruno Caruso, Renato Guttuso in Giorgio de Chirico, rojen Grku, ki ga pogosto imenujejo »oče nadrealistične umetnosti« in ustanovitelj metafizičnega umetniškega gibanja. Najbolj opazna arhitekta sta Filippo Juvarra (ena najpomembnejših osebnosti italijanskega baroka) in Ernesto Basile.

#### Sicilski barok
Sicilski barok ima edinstveno arhitekturno identiteto. Noto, Caltagirone, Catania, Ragusa, Modica, Scicli in zlasti Acireale vsebujejo nekatere najboljše italijanske primere baročna arhitekturabaročne arhitekture, izklesane v lokalnem rdečem peščenjaku. Noto ponuja enega najboljših primerov baročne arhitekture, ki so ga prinesli na Sicilijo. Baročni slog na Siciliji je bil večinoma omejen na stavbe, ki jih je postavila cerkev in palače, zgrajene kot zasebne rezidence za sicilsko aristokracijo. Najzgodnejši primeri tega sloga na Siciliji niso imeli individualnosti in so bili običajno težki pastiši stavb, ki so jih videli sicilijanski obiskovalci Rima, Firenc in Neaplja. Vendar so že v tej zgodnji fazi provincialni arhitekti začeli vključevati nekatere ljudske značilnosti starejše arhitekture Sicilije. Sredi 18. stoletja, ko se je baročna arhitektura Sicilije opazno razlikovala od celinske, je običajno vključevala vsaj dve ali tri lokalne značilnosti, skupaj z edinstveno svobodo oblikovanja, ki jo je težje opisati z besedami.

### Glasba in film
Palermo gosti Teatro Massimo, ki je največja operna hiša v Italiji in tretja največja v vsej Evropi. V Catanii je še ena pomembna operna hiša, Teatro Massimo Bellini z 1200 sedeži, ki zaradi svoje akustike velja za eno najboljših evropskih opernih hiš. Siciliski skladatelji so Vincenzo Bellini, Sigismondo d'India, Giovanni Pacini in Alessandro Scarlatti in sodobni skladatelji, kot sta Salvatore Sciarrino in Silvio Amato.
Na Siciliji je bilo posnetih veliko nagrajenih in priznanih filmov italijanske kinematografije, med katerimi so najbolj znani: Viscontijev La Terra Trema in Il Gattopardo, Pietro Germi Divorzio all'Italiana in Sedotta e Abbandonata.

### Jezik
Danes je večina ljudi na Siciliji dvojezična in govori italijansko in sicilsko, ki je poseben zgodovinski romanski jezik. Nekatere sicilske besede so izposojene besede iz grškega, katalonskega, francoskega, arabskega, španskega in drugih jezikov. Dialekte, povezane s sicilščino, govorijo tudi v Kalabriji in Salentu; pomembno je vplivala na malteški jezik. Vendar je uporaba sicilščine omejena na neformalne okoliščine (večinoma v družini) in jo v večini primerov nadomešča tako imenovani regionalni italijanski jezik Sicilije, italijansko narečje, ki je nekakšna mešanica med italijanskim in sicilskim jezikom.
Sicilščina je že zgodaj vplivala na razvoj prvega italijanskega standarda, čeprav je bila njegova uporaba omejena na intelektualno elito. To je bil knjižni jezik na Siciliji, ki je nastal pod okriljem Friderika II. in njegovega notarskega dvora ali Magne Curia, ki je na čelu z Giacomom da Lentinijem postavila tudi sicilsko šolo, ki jo je navdihnila trubadurska literatura. Njeno jezikovno in poetično dediščino je pozneje v florentinščino prevzel Dante Alighieri, oče sodobne italijanščine, ki v svojem delu De vulgari eloquentia trdi, da »ta narodni jezik v resnici zasluži višjo pohvalo kot drugi, saj vso poezijo, ki jo je napisal Italijan lahko imenujemo sicilska«. V tem jeziku se je pojavil prvi sonet, katerega izum pripisujejo samemu Giacomu da Lentiniju.
Sicilski jezik (ISO 639-2 in 639-3) je pogovorni jezik približno 10 milijonov ljudi na Siciliji, Kalabriji in drugod po južni Italiji. Ker vsebuje številne besedne in slovnične oblike antičnega feničanskega jezika, kakor tudi stare grščine, se da sklepati, da je obstajal še pred prihodom Rimljanov na otok. Seveda je latinščina močno vplivala na njegov razvoj, a ohranili so se mnogi izrazi in lastna imena mediteranskega izvora, predvsem arabskega. Kljub temu jezik na državni ravni ni uradno priznan, kot na primer sardinščina, obravnava pa se skoraj vedno kot narečje. Dežela je pa sicilščino zaščitila z zakonom in uvedla njeno poučevanje v šolah. Od leta 2000 do 2003 je v ta namen dodelila štipendije 105 šolam vseh vrst in stopenj.

### Znanost
Catania ima enega od štirih laboratorijev Istituto Nazionale di Fisica Nucleare (Nacionalni inštitut za jedrsko fiziko), v katerem je ciklotron, ki uporablja protone tako za poskuse jedrske fizike kot za zdravljenje raka (protonska terapija). Noto ima enega največjih radijskih teleskopov v Italiji, ki izvaja geodetska in astronomska opazovanja. V Palermu in Cataniji obstajajo observatoriji, ki jih vodi Istituto Nazionale di Astrofisica (Nacionalni inštitut za astrofiziko). V observatoriju v Palermu je astronom Giuseppe Piazzi 1. januarja 1801 odkril prvi in največji asteroid, ki je bil identificiran Ceres (danes velja za pritlikav planet); Catania ima dve opazovalnici, od katerih se ena nahaja na gori Etna, na 1.800 metrih.
Sirakuze so tudi eksperimentalno središče za sončne tehnologije z ustanovitvijo projekta Arhimedova sončna elektrarna, ki je prva koncentrirana sončna elektrarna, ki uporablja staljeno sol za prenos in shranjevanje toplote, ki je integrirana s plinskim objektom s kombiniranim ciklom. Vsa tovarna je v lasti in pod vodstvom Enela. Turistično mesto Erice je tudi pomembno znanstveno mesto zaradi fundacije Ettore Majorana in Centra za znanstveno kulturo, ki zajema 123 šol z vsega sveta, ki pokriva vse veje znanosti, ponuja tečaje, seminarje, delavnice in letna srečanja. Ustanovil ga je fizik Antonino Zichichi v čast otoškemu znanstveniku Ettoreju Majorani, znanemu po enačbi Majorane in fermonih Majorana. [169] Med znane znanstvenike na Siciliji sodijo tudi Stanislao Cannizzaro (kemik), Giovanni Battista Hodierna in Niccolò Cacciatore (astronomi).

### Izobraževanje
Sicilija ima štiri univerze:
- Univerza v Cataniji sega v leto 1434 in je najstarejša univerza na Siciliji. Danes ima 12 fakultet in več kot 62.000 študentov, ponuja pa dodiplomske in podiplomske programe. Catania gosti tudi akademsko ustanovo Scuola Superiore, povezano z Univerzo v Cataniji, katere cilj je odličnost v izobraževanju.
- Univerza v Palermu je druga najstarejša univerza na otoku. Uradno je bila ustanovljena leta 1806, čeprav zgodovinski zapisi kažejo, da se tam od poznega 15. stoletja poučujejo medicino in pravo. Botanični vrt Orto botanico di Palermo (botanični vrt Palermo) je dom univerzitetnega oddelka za botaniko in je odprt tudi za obiskovalce.
- Univerza v Messini, ki jo je leta 1548 ustanovil Ignacij Lojolski. Sestavlja jo 11 fakultet.
- Univerza Kore v Enni, ustanovljena leta 1995, je zadnja sicilska univerza in prva univerza, ustanovljena na Siciliji po italijanski združitvi.

### Kuhinja
Otok ima dolgo zgodovino najrazličnejših kuhinj in vin, zato Sicilijo včasih poimenujejo Božja kuhinja. Vsak del Sicilije ima svojo posebnost (npr. Cassata je značilna za Palermo, čeprav je na voljo povsod na Siciliji, tako kot Granita). Sestavine so običajno bogatega okusa, hkrati pa ostajajo dostopne širši javnosti. Slane jedi na Siciliji so zdrave, saj se uporablja sveža zelenjava in sadje, kot so paradižnik, artičoke, oljke (vključno z oljčnim oljem), citrusi, marelice, jajčevci, čebula, fižol, rozine, skupaj z morskimi sadeži, sveže ulovljeni iz okoliške obale, vključno s tuni, oradami, brancini, sipami, mečaricami, sardelami in drugimi.
Najbolj znan del sicilske kuhinje so bogate sladke jedi, vključno s sladoledom in pecivom. Cannoli (v ednini: cannolo), lupina ocvrtega peciva v obliki cevke, napolnjena s sladkim nadevom, ki običajno vsebuje ricotto, je po vsem svetu močno povezana s Sicilijo. Biancomangiare, biscotti ennesi (piškoti, ki izvirajo iz Enne), braccilatte (sicilska različica krofov), buccellato, ciarduna, pignoli, Biscotti Regina, giurgiulena, frutta martorana, cassata, pignolata, granita, cuccidati (vrsta figovih piškotov, znani tudi kot buccellati) in cuccìa so nekatere pomembne sladke jedi.
Tako kot kulinarika v preostali južni Italiji imajo tudi testenine pomembno vlogo v sicilski kuhinji, tako kot riž; na primer z arancinom. Poleg uporabe nekaterih drugih sirov je Sicilija ustvarila tudi nekaj lastnega sira, pri čemer je uporabila kravje in ovčje mleko, na primer pecorino in caciocavallo. Uporabljene začimbe so žafran, muškatni orešček, nageljnove žbice, poper in cimet, ki so jih uvedli Arabci. Peteršilj se obilno uporablja v številnih jedeh. Čeprav je sicilska kuhinja pogosto povezana z morsko hrano, na Siciliji najdemo tudi mesne jedi, vključno z gosjo, jagnjetino, kozo, kuncem in puranom. Normani in Švabi so bili tisti, ki so na otok prvič prinesli mesne jedi. Nekatere sorte vina pridelujejo iz vinske trte, ki je razmeroma edinstvena za otok, na primer Nero d'Avola, narejen v bližini baročnega mesta Noto.